# Erica (série télévisée)
Pour les articles homonymes, voir Erica (homonymie).
Production
Diffusion
Erica est une série télévisée franco-belge réalisée par Frédéric Berthe d'après un scénario de Julien Magnat, Sylvain Caron et Thomas Boullé, et diffusée pour la première fois en Suisse le 3 janvier 2025 sur RTS 1, en Belgique le 5 janvier 2025 sur La Une et en France le 6 janvier 2025 sur TF1.
Cette fiction, qui est une adaptation libre des premiers tomes de la série de romans policiers Erica Falck et Patrik Hedström de l'auteure suédoise Camilla Läckberg, La Princesse des glaces (2003), Le Prédicateur (2004) et Le Tailleur de pierre (2005), est une coproduction de Potomak Films, Wild Sheep Content, TF1, Be-FILMS et la RTBF,,,,,,,,,, réalisée avec la participation de la Radio télévision suisse (RTS) et avec le soutien du département français des Landes et de la région Nouvelle-Aquitaine.

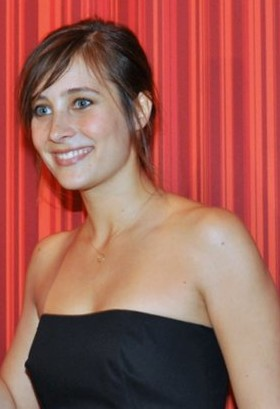
Julie de Bona.

## Synopsis
La série suit les histoires d'Erica Faure, auteure de polars et enquêtrice amateure, qui résout les crimes de sa ville natale, Port-Clément. Parallèlement aux enquêtes, la série suit l'évolution de sa relation avec Patrick Saab, le capitaine de police de la ville, depuis leur première rencontre jusqu'à la construction de leur famille.

## Distribution principale
- Julie de Bona : Erica Faure
- Grégory Fitoussi : capitaine Patrick Saab
- Théo Fernandez : lieutenant Martin Moulin
- Maud Baecker : Anna Faure, la sœur d'Erica
- Gérémy Crédeville : Lucas, le mari d'Anna
- Johane Turpault : Emma, la fille d'Anna
- Hubert Delattre : Dan, ami d'enfance d'Erica
- Benjamin Douba Paris : Eddy Diallo, le légiste

## Production

### Genèse et développement
La série, créée et écrite par Julien Magnat, Sylvain Caron et Thomas Boullé, est réalisée par Frédéric Berthe,,,,.

### Attribution des rôles
Le rôle principal est confié à Julie de Bona, qui confie à Allociné qu'elle s'était sentie appelée par Erica Faure : « J'ai vraiment eu un coup de foudre pour le personnage parce que c'est un petit bonbon acidulé. Elle est très humaine, très solaire, très fragile et en même temps, elle a un besoin d'amour immense […] Elle m'a plu tout de suite ! Je ne me voyais pas dire non à ce projet, à un personnage aussi irrésistible. ».
Face à elle, le rôle de Patrick est tenu par Grégory Fitoussi, dont Julie de Bona dit : « On ne se connaissait pas, mais on avait chacun envie de travailler avec l'autre depuis un moment. On avait le même agent et il nous poussait à travailler ensemble depuis des années. J'en avais très envie de mon côté, car je le trouvais super dans ses séries. Et quand on m'a dit que c'était lui, c'était une évidence. ».
À la fin de la première saison, Julie de Bona confie : « Je me suis vachement attachée au personnage et je serais contente de le retrouver. Une deuxième saison pour faire encore un petit tour avec elle, oui. Il y a encore des choses à jouer ! ».

### Tournage

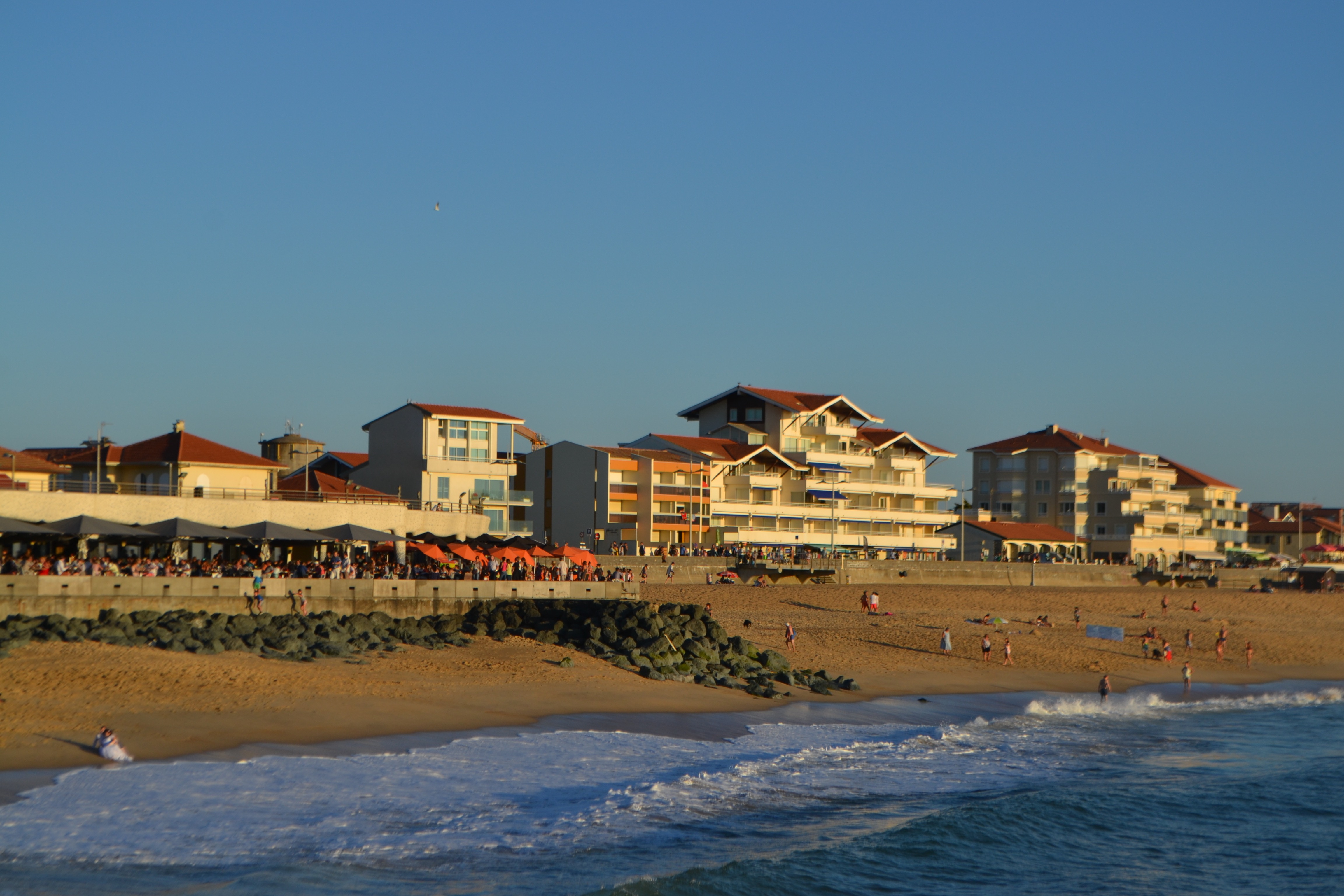
Le front de mer de la plage d'Hossegor, souvent présenté dans la série.

Le tournage de la saison 1 a lieu à partir du 15 avril 2024 à Hossegor et Capbreton et dans le département des Landes,,,,,. Les communes de Bayonne, Dax, Léon, Saint-Geours-de-Maremne, Seignosse, Soorts-Hossegor et Soustons sont également citées dans le générique final de chaque épisode.
Le tournage de la saison 2 commence le 12 mai 2025 dans les Landes.

### Fiche technique
Sauf indication contraire, les informations mentionnées dans cette section peuvent être confirmées par les bases de données cinématographiques  présentes dans la section « Liens externes ».
- Titre français : Erica
- Genre : Drame
- Production : Martin Rea[8]
- Sociétés de production : Potomak Films, Wild Sheep Content, TF1, Be-FILMS et la RTBF[1],[5],[6],[7],[8]
- Réalisation : Frédéric Berthe[1],[2],[3],[4],[5],[6],[7],[8]
- Scénario : Julien Magnat, Sylvain Caron et Thomas Boullé[2],[4],[8]
- Musique : Fabien Nataf
- Décors : Frank Benezech
- Costumes : Florence Sadaune
- Photographie : Christophe Legal[9]
- Son : François Meynot
- Montage : Gaëtant Boussand, Patrick Molinaro et Anthony Bellagamba
- Maquillage : Marie Combaz-Harlay
- Coiffure : Patrick Girault
- Pays de production :  France /  Belgique
- Langue originale : français
- Format : couleur
- Nombre de saisons : 1
- Nombre d'épisodes : 6
- Durée : 52 minutes
- Dates de première diffusion :
  - Suisse : 3 janvier 2025 sur RTS 1[17]
  - Belgique : 5 janvier 2025 sur La Une[18]
  - France : 6 janvier 2025 sur TF1[8],[10],[14],[19],[20]

## Épisodes
Sauf indication contraire, les informations mentionnées dans cette section peuvent être confirmées par les bases de données cinématographiques  présentes dans la section « Liens externes ».

### Épisodes 1 et 2:La princesse des glaces
Alors qu'elle revient dans sa ville natale pour régler avec sa sœur la succession de leur père, l'auteure de romans policiers Erica Faure rencontre son amie d'enfance Alexandra qui l'invite à dîner. Mais le soir, quand elle se rend chez celle-ci, Erica trouve Alexandra morte dans sa baignoire, les veines ouvertes et une lame de rasoir à la main.
Erica décide de se mêler de l'enquête du capitaine de police Patrick Saab, qui conclut — un peu trop vite selon elle — à un suicide.
- Caroline Chirache : Alexandra, l'amie d'enfance d'Erica
- Antoine Duléry : Charles Le Bihan, le père d'Alexandra
- Julie Sassoust : Julie Le Bihan, la sœur d'Alexandra
- Marie Bunel : Nelly Perregaux, la tante d'Alexandra
- Alexis Loret : Benoît Perregaux, le cousin d'Alexandra
- Élisa Servier : Brigitte, la femme de Charles
- Roger Contebardo : Marc Vinclair, mari d'Alexandra

### Épisodes 3 et 4:Le prédicateur
Une jeune fille est trouvée morte sur les terres de Gabriel Hamelot. Son corps présente des marques de torture ainsi que le signe maléfique de Judicaël Hamelot, le père de Gabriel, un prédicateur et un guérisseur qui s'est enrichi au moyen de supercheries.
Sous les ongles de la jeune victime, la police trouve des traces de sang dont on extrait un ADN qui correspond à celui de Gabriel Hamelot, mais celui-ci a un alibi en béton.
- Éric Naggar : Judicaël Hamelot, le prédicateur
- Franck Monsigny : Gabriel Hamelot, fils de Judicaël
- Boris Baroux : Evan Hamelot, fils de Gabriel
- Liam Hellmann : Théo Hamelot, fils de Gabriel
- Romane Jolly : Zoé Hamelot, fille de Gabriel
- Tatiana Gousseff : Soizic, mère de Théo
- Klara Dimitrijevic : Tania Schmidt, la victime

### Épisodes 5 et 6:Le tailleur de pierre
La jeune Pauline Florin est victime d'une agression et sauvée de justesse par un kayakiste qui perd la vie lors de sa courageuse intervention.
À l'hopital, Pauline recrache des cendres dont l'analyse révèle qu'elles datent de plusieurs dizaines d'années et contiennent 3 % de restes humains.
Avec l'aide de Christine, la mère de Patrick, Erica découvre lors de son enquête que, dans le passé, certains orphelinats catholiques faisaient manger une cuillère de cendres aux jeunes filles désobéissantes. Elle retrouve la trace d'un orphelinat où on lui avoue que la mère supérieure utilisait jadis cette pratique, qu'elle appelait « la cuillère d'humilité ». Or un incendie a autrefois ravagé une des chambres qui abritait 10 jeunes filles : 9 sont mortes dans cet incendie et une seule a survécu, mais on ne connaît pas son identité car les archives ont également brûlé.
- Zoélie Angel : Pauline Florin, la jeune victime
- Joyce Bibring : Charlotte Florin, la mère de Pauline
- Guillaume Faure : Nicolas Florin, le père de Pauline
- Sophie Duez : Liliane Florin, la grand-mère de Pauline
- Cyril Lecomte : Diego Giordano, le voisin des Florin
- Selma Kouchy : Mouna Giordano, la femme de Diego Giordano
- Lucas Ivoula : Malik Giordano, le fils autiste de Diego et Mouna
- Sylvie Batby : Léonie Mercier, la gouvernante des Giordano
- Catherine Benguigui : Christine, la mère de Patrick Saab
- Léa Pèlletant : Sœur Domitille

## Accueil

### Audiences et diffusion

#### En Belgique
En Belgique, la série est diffusée le dimanche à 20 h 50 sur La Une par salve de deux épisodes du 5 au 19 janvier 2025.
| Épisode              | Diffusion                | Diffusion            | Audience moyenne          | Audience moyenne | Réf.   |
| Épisode              | Jour                     | Horaire              | Nombre de téléspectateurs | Classement       | Réf.   |
| -------------------- | ------------------------ | -------------------- | ------------------------- | ---------------- | ------ |
| 1                    | Dimanche 5 janvier 2025  | 20 h 50 - 21 h 50    | 368 212                   | 1er              | [ 21 ] |
| 2                    | Dimanche 5 janvier 2025  | 21 h 50 - 22 h 50    | 368 212                   | 1er              | [ 21 ] |
| 3                    | Dimanche 12 janvier 2025 | 20 h 50 - 21 h 50    | 407 925                   | 1er              | [ 22 ] |
| 4                    | Dimanche 12 janvier 2025 | 21 h 50 - 22 h 50    | 407 925                   | 1er              | [ 22 ] |
| 5                    | Dimanche 19 janvier 2025 | 20 h 50 - 21 h 50    | 390 464                   | 1er              | [ 23 ] |
| 6                    | Dimanche 19 janvier 2025 | 21 h 50 - 22 h 50    | 390 464                   | 1er              | [ 23 ] |
|                      |                          |                      |                           |                  |        |
| Moyenne de la saison | Moyenne de la saison     | Moyenne de la saison | 388 867                   |                  |        |

- Les plus hauts chiffres d'audience
- Les plus bas chiffres d'audience

#### En France
En France, la série est diffusée le lundi à 21 h 10 sur TF1 par salve de deux épisodes du 6 au 20 janvier 2025.
| Épisode              | Diffusion             | Diffusion            | Audience moyenne          | Audience moyenne                       | Audience moyenne         | Audience moyenne | Réf.   |
| Épisode              | Jour                  | Horaire              | Nombre de téléspectateurs | Part de marché (sur les 4 ans et plus) | Part de marché (FRDA-50) | Classement       | Réf.   |
| -------------------- | --------------------- | -------------------- | ------------------------- | -------------------------------------- | ------------------------ | ---------------- | ------ |
| 1                    | Lundi 6 janvier 2025  | 21 h 10 - 22 h 10    | 4 140 000                 | 21,3 %                                 | 30,2 %                   | 1er              | [ 24 ] |
| 2                    | Lundi 6 janvier 2025  | 22 h 10 - 23 h 10    | 3 510 000                 | 23 %                                   | 30,2 %                   | 1er              | [ 24 ] |
| 3                    | Lundi 13 janvier 2025 | 21 h 10 - 22 h 05    | 4 140 000                 | 21 %                                   | 25,7 %                   | 1er              | [ 25 ] |
| 4                    | Lundi 13 janvier 2025 | 22 h 05 - 23 h 10    | 3 630 000                 | 23,3 %                                 | 25,7 %                   | 1er              | [ 25 ] |
| 5                    | Lundi 20 janvier 2025 | 21 h 05 - 21 h 55    | 3 930 000                 | 20 %                                   | 23,3 %                   | 1er              | [ 26 ] |
| 6                    | Lundi 20 janvier 2025 | 21 h 55 - 22 h 40    | 3 510 000                 | 21,6 %                                 | 23,3 %                   | 1er              | [ 26 ] |
|                      |                       |                      |                           |                                        |                          |                  |        |
| Moyenne de la saison | Moyenne de la saison  | Moyenne de la saison | 3 810 000                 | 21,7 %                                 | 26,4 %                   | 1er              | [ 27 ] |

- Les plus hauts chiffres d'audience
- Les plus bas chiffres d'audience

### Accueil critique
Alexandre Letren du site VL-Media apprécie « le binôme central magnifiquement campé par Julie de Bona et Gregory Fitoussi » ainsi que la mise en scène « parfaitement réussie par Frédéric Berthe qui avait déjà montré dans Pour Sarah combien il savait merveilleusement mettre en image cette région ouest de la France, lui donnant un petit effet « ville américaine » des plus réussis ».
Pour Betty Ramez, du site Allociné, qui souligne que le rôle sied à merveille à Julie de Bona, « On adhère quasiment immédiatement à la structure très originale de la fiction. Au lieu d'un fil rouge policier comme on en a pris l'habitude avec la première chaîne, c'est un fil rouge sentimental qui s'installe au gré des épisodes. ».